# 施沃伦
施沃伦是德国莱茵兰-普法尔茨州的一个市镇。总面积8.83平方公里，总人口477人，其中男性237人，女性240人（2011年12月31日），人口密度54人/平方公里。